# Livraisons matinales (Laitier n°1)
Livraisons matinales (Laitier n°1) (titre original : Morning Deliveries (Milkman #1)) est une nouvelle de Stephen King parue en 1985 dans le recueil de nouvelles Brume.

## Résumé
Spike Milligan, un laitier, fait sa tournée matinale. Tout en pensant à la visite qu'il va peut-être rendre ce soir à son vieil ami Rocky, il effectue ses livraisons tout en les agrémentant de diverses « surprises » à l'intention de certains clients. Il parsème ainsi, apparemment au hasard, ses livraisons avec une mygale, un gel acide, de la belladone et un gaz mortel au cyanure. Il continue ensuite son trajet, de plus en plus certain qu'il rendra visite à Rocky ce soir.

## Genèse
Cette nouvelle au ton surréaliste était à l'origine un passage d'un roman inachevé de Stephen King dont le titre de travail était The Milkman. King a abandonné la rédaction de ce roman mais a réécrit ce passage, ainsi qu'un autre qui constitue la nouvelle Grandes Roues : Où l'on lave son linge sale en famille (Laitier n°2), afin de les transformer en nouvelles pour le recueil Brume.